# Đại học Brigham Young
Đại học Brigham Young (viết tắt là BYU), nằm ở thành phố Provo, bang Utah nước Mỹ, là trường đại học tư thục lớn thứ 2 nước Mỹ và được sở hữu hoàn toàn và điều hành bởi Giáo Hội Các Thánh Hữu Ngày Sau Của Chúa Giê Su Ky Tô. Mục đích chính của trường là giáo dục trình độ đại học, tuy nhiên trường vẫn có 68 chương trình thạc sĩ và 25 chương trình tiến sĩ. Khoảng 70% học phí của sinh viên tại trường được hỗ trợ bởi Giáo Hội Các Thánh Hữu Ngày Sau Của Chúa Giê Su Ky Tô, làm cho trường có một mức học phí rẻ hơn tất cả các trường đại học khác có quy mô và chất lượng tương tự. Hầu hết sinh viên của trường(98% trong số 34 000) là thành viên của giáo hội và hai phần ba trong số đó đến từ ngoài bang Utah. Brigham Young là tên một nhà tiên tri, lãnh đạo, mở đường lỗi lạc của Giáo Hội Các Thánh Hữu Ngày Sau Của Chúa Giê Su Ky Tô.

## Lịch sử
Đại học Brigham Young được thành lập vào năm 1875 dưới tên gọi "học viện Brigham Young" (Brigham Young Academy). Vào năm 1903, do sự gia tăng về quy mô trường, học viện Brigham Young được phân chia thành hai phần: Trung học Brigham Young và đại học Brigham Young.

Đánh dấu sự bắt đầu quá trình mở rộng quy mô của trường là việc ông Franklin S. Harris được bầu làm chức hiệu trưởng vào năm 1921. Ông là vị hiệu trưởng đầu tiên có trình độ tiến sĩ. Ông thực hiện một vài thay đổi quan trọng cho trường, tổ chức lại để BYU trở thành một trường đại học thực thụ. Vị hiệu trưởng khác cũng có công lớn là Ernest L. Wilkinson (được đặt tên cho tòa nhà trung tâm sinh viên hiện nay). Ông nhìn trước được sự gia tăng mạnh về số lượng học sinh trong tương lai. Hơn 80 tòa nhà mà rất nhiều trong số đó vẫn tồn tại cho đến nay đã được dựng nên dưới thời ông. Số lượng học sinh gia tăng một cách mãnh liệt, từ 5440 lên tới trên 30,000 (con số này không thay đổi nhiều cho đến ngày nay), biến trường thành trường đại học tư lớn nhất Mỹ vào lúc đó (hiện nay đứng thứ 2, sau đại học New York). Chất lượng đào tạo cũng được cải thiện, đưa trường lên một tầm cao mới.

## Giáo dục

### Tuyển sinh và khái quát về sinh viên
BYU chấp nhận 74% trong số 10,010 đơn nhập học vào kỳ thu và hè 2007. Điểm trung bình ACT (một kỳ thi tuyển sinh của Mỹ) và GPA (điểm phẩy trung học) là 27.9 và 3.78. Trong một số năm gần đây, hai con số trên liên tục tăng, cho thấy việc BYU đang tỏ ra khó tính hơn trong việc tiếp nhận các đơn xét tuyển. BYU và Havard là 2 trường đứng đầu danh sách tỷ lệ học sinh theo học sau khi được tiếp nhận (khoảng 79%).
Cộng đồng sinh viên của BYU rất đa dạng, điều này được thể hiện bởi khẩu hiệu của trường: Thế giới chính là trường của chúng ta. Sinh đến từ rất nhiều bang khác nhau, chỉ có 1/4 đến từ bang Utah. 8% là sinh viên quốc tế, trong đó Trung Quốc là đông nhất. Sinh viên đến từ Việt Nam cũng khá đông so với các nước trong khu vực (khoảng 30 bạn).

98% sinh viên là các thành viên tích cực của giáo hội Mặc Môn, hơn một nửa trong số họ tình nguyện gián đoạn việc học tham gia truyền giáo 2 năm. Hầu hết họ đều nới được một ngôn ngữ khác ngoài tiếng Anh.

### Xếp hạng
U.S. News & World Report, bảng xếp hạng uy tín nhất Mỹ, xếp BYU hạng 62 trong tất cả các trường đại học ở Mỹ. Các phân viện đáng lưu ý là: Khoa học chính trị (top 10), Luật (#46), Y tá (top 50), Sư phạm (#83), Kỹ sư (top 100)...
Được chú ý hơn cả là học viện quản trị kinh doanh Marriott của BYU (Mariott School ò Management). Học viện được US News xếp hạng 29 trong số các học viện kinh doanh của Mỹ. Một số ngành nổi trội là: hệ thống thông tin (Information System, top 10), kinh doanh quốc tế (International Business, top 20), tài chính (Finance) cũng được đánh giá cao. Đặc biệt, học viện Marriott có một trong những chương trình kế toán-kiểm toán (Accounting) tốt nhất Mỹ và thế giới. Accounting của BYU luôn nằm trong những vị trí đứng đầu trong các bảng xếp hạng khác nhau về Accounting. Rất nhiều sách giáo khoa về kế toán-kiểm toán ở Mỹ được viết bởi tác giả là các giáo sư đến từ Accounting program của BYU. Chương trình hàng năm tuyển sinh rất ít và khắt khe, chỉ sinh viên có thành tính học tập sáng giá nhất BYU mới được chấp nhận vào chương trình.
Ngoài ra thư viện Harold B. Lee cũng là một niểm tự hào của sinh viên BYU. Nó tiếp tục giữ vị trí top 5 thư viện tốt nhất trong các trường đại học ở Mỹ. Hơn một nửa diện tích của thư viện được xây ngầm, tiết kiệm một phần đất làm quảng trường đáng kể cho BYU. Thư viện là địa điểm yêu thích số 1 của các sinh viên cho việc học bài với ánh sáng tự nhiên hài hòa, không gian yên tĩnh, mạng không dây ổn định, những chiếc bàn rộng rãi và nguồn tư liệu khổng lồ.